# Dream Team

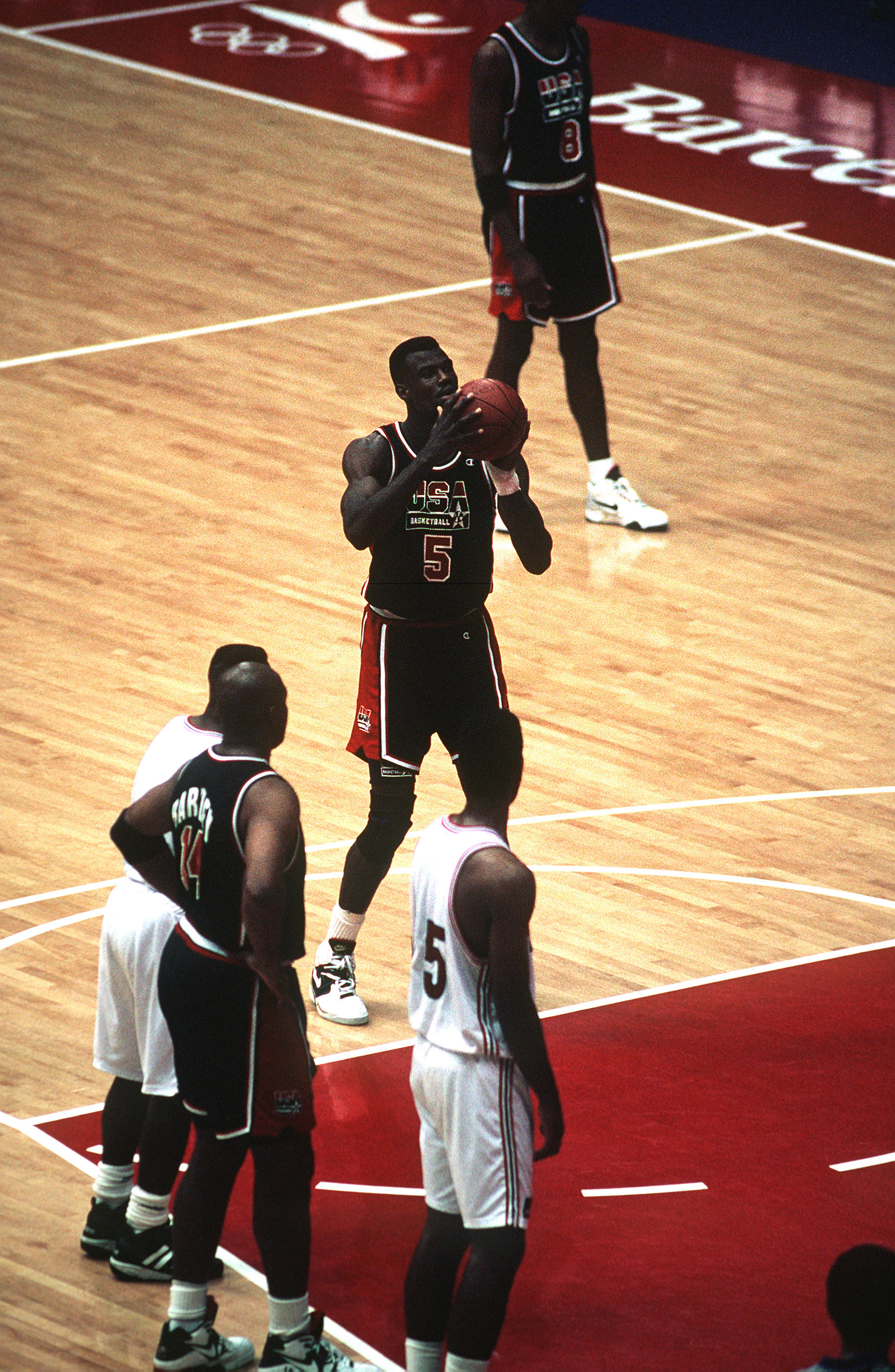
O Dream Team contra Porto Rico. David Robinson está na linha do lance livre sob a visão de Charles Barkley (camisa 14), enquanto Scottie Pippen (camisa 8) anda ao fundo.

O Dream Team foi a seleção de basquetebol dos Estados Unidos que foi campeã da Olimpíada de Barcelona em 1992. Esse time era formado por grandes astros da NBA e foi campeão invicto sem perder nenhum tempo. Durante todo o torneio ganhou as partidas com uma diferença de, no mínimo, 32 pontos.

## Pré- Dream Team
A Seleção Estadunidense havia conquistado sete medalhas de ouro de maneira invicta entre 1936 e 1968, escrita quebrada em Munique 1972 quando a União Soviética impôs a primeira derrota aos Estados Unidos que culminou na conquista da Medalha de Ouro. A "revanche" com os rivais da Guerra Fria não veio em Montreal 1976 pois os Iugoslávos venceram os soviéticos nas semifinais. Nos Jogos Olímpicos de 1980 em Moscovo houve o boicote dos Estados Unidos, que foi devolvido com o boicote da União Soviética nos Jogos Olímpicos de Verão de 1984 em Los Angeles.
A revanche com a União Soviética, bem como a supremacia na modalidade estavam comprometidos, pois os americanos foram vencidos nos Jogos Pan-Americanos de 1987 em Indianápolis sendo a primeira vez derrotados em "casa" e a primeira vez por mais de cem pontos, num show de Oscar Schmidt. A situação foi agravada nos Jogos Olímpicos de Verão de 1988 quando ainda nas semifinais os Estados Unidos foram vencidos pela União Soviética por 76:82.
Apesar de contar com nomes que despontaram na NBA e com David Robinson que fez parte do Dream Team, os Estados Unidos escalavam apenas jogadores amadores e universitários nas competições internacionais sendo que a FIBA que proibia a participação dos profissionais.
Os rumos do basquetebol começaram a ser transformados em 17 de abril de 1989 quando em Assembléia da FIBA foi votado a possibilidade de profissionais atuarem em competições mantidas pela FIBA. Havia um pequeno grupo ligado a Federação Estadunidense que via com pessimismo as mudanças temendo que houvesse grande disparidade nas partidas acarretando perda de interesse no público e por fim prejudicando cotas de televisão. A ala que era favorável a liberação dos profissionais venceu 56 votos a 13 possibilitando a participação dos profissionais, beneficiando inclusive outras seleções.

### O Pré-Olímpico de Portland, Oregon
A equipe que passaria a ser chamada de Dream Team fez sua estréia no Pré-Olímpico. Sem a vaga direta para os Jogos Olímpicos de 1992 oferecida ao campeão mundial no Campeonato Mundial de Basquetebol Masculino de 1990, vencido pela Iugoslávia, a Federação Estadunidense decidiu levar os melhores para assegurar a vaga sem maiores problemas.
Diante de sua torcida os Estados Unidos venceram as seis partidas por média de 51,5 pontos por partida. A estréia foi contra Cuba e todas as hostilidades foram deixadas de lado na quadra, pois os cubanos queriam posar aos flashes com seus idolos. O técnico cubano Miguel Calderón Gómez descreveu a seleção americana como "uma máquina de jogar basquete, uma máquina perfeita...Somente outra equipe da NBA poderia ter alguma chance. Nós não tivemos nenhuma. Como dizemos em Cuba ‘não se pode tapar o sol com um dedo". No final desta primeira partida o placar apontava vantagem de 79 pontos para os americanos.

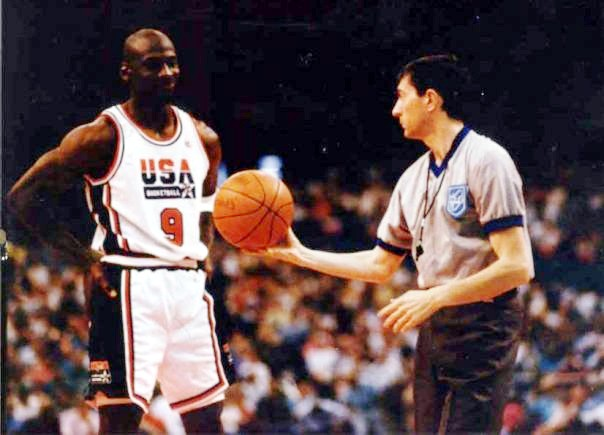
Michael Jordan durante o jogo com a Espanha.

#### Resultados das Partidas do Pré-Olímpico
| 1      | 28 de Junho de 1992 | 136 x 57        | 79 |
| 2      | 29 de Junho de 1992 | 105 x 61        | 44 |
| 3      | 30 de Junho de 1992 | 112 x 52        | 60 |
| 4      | 01 de Julho de 1992 | 128 x 87        | 41 |
| 5      | 03 de Julho de 1992 | 119 x 81        | 38 |
| 6      | 05 de Julho de 1992 | FINAL: 127 x 80 | 47 |
| Fonte: |                     |                 |    |

### O Dream Team em Barcelona
A imprensa rapidamente passou a chamar a equipe de Dream Team (português: Time dos Sonhos), o técnico Chuck Daly chegou a afirmar "é como ter Elvis e Beatles juntos".. De fato, a elenco de atletas convocados pra formar aquela equipe foi marcante para todos os espectadores do mundo, uma vez que nunca se vira uma Seleção de Basquete com tantos craques reunidos. Além disso, provavelmente nunca houve uma mesma geração composta por tantos craques de tão alto nível ao mesmo tempo, sendo aquela uma equipe que pode contar com Magic Johnson, Larry Bird, Scottie Pippen e, além de tudo, com o tido como melhor jogador de basquete de todos os tempos, Michael Jordan em pleno auge, algo que dificilmente poderá ser igualado um dia. O time poderia ter sido ainda mais forte, mas o armador Isiah Thomas do Detroit Pistons fora cortado por influência nos bastidores de Magic Johnson, o qual acabara de ter sérias desavenças com ele.
Diferente dos outros atletas, até mesmo estadunidenses, os astros do basquetebol não ficaram na vila olímpica e sim em luxuosos quartos de hotéis com diárias girando em torno de U$ 1.000,00 (Um mil dólares), causando ciumeira nos outros competidores. Segundo relatos dos próprios atletas este luxo foi conferido a eles apenas por segurança, pois viviam cercados de seguranças armados. Sendo figuras tão importantes para os Estados Unidos e os Jogos Olímpicos historicamente serem alvos de grupos extremistas, a segurança foi reforçada pois houve ameaças de morte aos membros do Dream Team. Sofrendo de Claustrofobia pelo confinamento, o polêmico Charles Barkley decidiu sair e andar pelas proximidades sendo seguido por uma multidão de fãs.

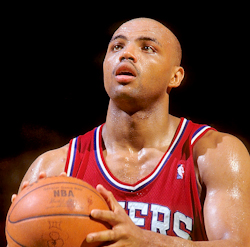
Charles Barkley quando jogava pelos Sixers
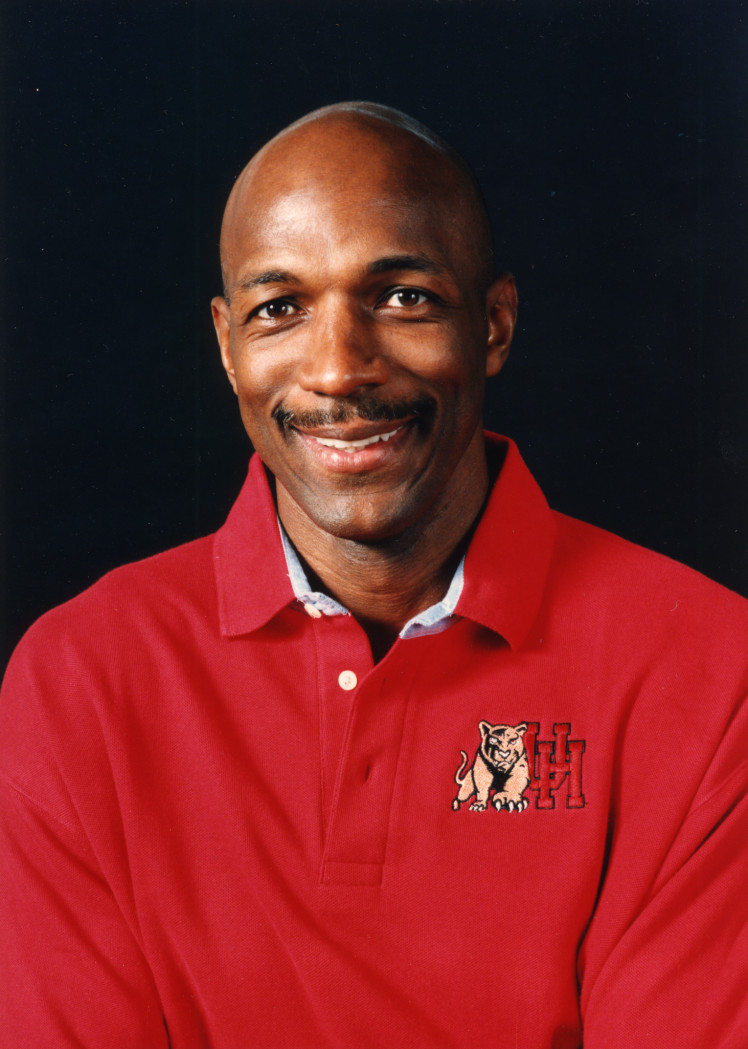
Clyde Drexler
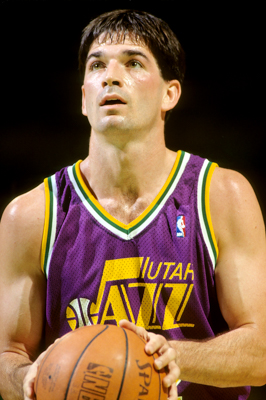
John Stockton, o histórico armador do Utah Jazz
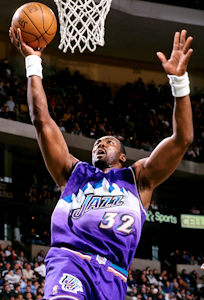
Karl Malone, parceiro de Stockton no Jazz

## Partidas Disputadas Jogos Olímpicos de 1992

### Fase Preliminar

#### Jogo 1 - Angola
| Angola | Estados Unidos |

| 26 de julho de 1992 16:30 |                                                                            | Angola | 48–116                                                    | Estados Unidos |  | Palau Olimpic Badalona |  |
| 26 de julho de 1992 16:30 | Pts: P. Macedo e J. Conceição 10 Rbts: J. Conceição 7 Asts: J. Conceição 2 |        | Pts: C. Barkley 24 Rbts: C. Barkley 6 Asts: E. Johnson 10 |                |  | Palau Olimpic Badalona |  |

#### Jogo 2 - Croácia
| Croácia | Estados Unidos |

| 27 de julho de 1992 20:30 |                                                       | Croácia | 70–103                                                | Estados Unidos |  | Palau Olimpic, Badalona |  |
| 27 de julho de 1992 20:30 | Pts: D. Petrovic 19 Rbts: D. Radja 8 Asts: T. Kukoc 5 |         | Pts: M. Jordan 21 Rbts: K. Malone 5 Asts: S. Pippen 9 |                |  | Palau Olimpic, Badalona |  |

#### Jogo 3 - Alemanha
| Estados Unidos | Alemanha |

| 29 de julho de 1992 20:30 |                                                      | Estados Unidos | 111–68                                                  | Alemanha |  | Palau Olimpic Badalona |  |
| 29 de julho de 1992 20:30 | Pts: L. Bird 19 Rbts: K. Malone 5 Asts: M. Jordan 12 |                | Pts: D. Schrempf 15 Rbts: D. Schrempf 8 Asts: H. Rödl 2 |          |  | Palau Olimpic Badalona |  |

#### Jogo 4 - Brasil
| Estados Unidos | Brasil |

| 31 de julho de 1992 22:30 |                                                         | Estados Unidos | 127–83                                           | Brasil |  | Palau Olimpic, Badalona |  |
| 31 de julho de 1992 22:30 | Pts: C. Barkley 30 Rbts: P. Ewing 9 Asts: C. Drexler 10 |                | Pts: O. Schmidt 24 Rbts: Josuel 9 Asts: Marcel 7 |        |  | Palau Olimpic, Badalona |  |

#### Jogo 5 - Espanha
| Espanha | Estados Unidos |

| 2 de agosto de 1992 22:30 |                                                           | Espanha | 81–122                                                 | Estados Unidos |  | Palau Olimpic Badalona |  |
| 2 de agosto de 1992 22:30 | Pts: A. Jiménez 23 Rbts: A. Balbuena 7 Asts: A. Jiménez 6 |         | Pts: C. Barkley 20 Rbts: P. Ewing 10 Asts: S. Pippen 9 |                |  | Palau Olimpic Badalona |  |

### Quartas de Final - Porto Rico
| Estados Unidos | Porto Rico |

| 4 de agosto de 1992 20:30 |                                                         | Estados Unidos | 115–77                                                  | Porto Rico |  | Palau Olimpic, Badalona |  |
| 4 de agosto de 1992 20:30 | Pts: C. Mullin 21 Rbts: C. Laettner 8 Asts: S. Pippen 8 |                | Pts: Jose Ortiz 13 Rbts: Jose Ortiz 8 Asts: J. Carter 4 |            |  | Palau Olimpic, Badalona |  |

### Semifinal - Lituânia
| Lituânia | Estados Unidos |

| 6 de agosto de 1992 22:30 |                                                                    | Lituânia | 76–127                                                   | Estados Unidos |  | Palau Olimpic, Badalona |  |
| 6 de agosto de 1992 22:30 | Pts: S. Marciulionis 20 Rbts: A. Sabonis 8 Asts: S. Marciulionis 8 |          | Pts: M. Jordan 21 Rbts: D. Robinson 8 Asts: E. Johnson 8 |                |  | Palau Olimpic, Badalona |  |

### Final - Croácia
| Croácia | Estados Unidos |

| 8 de agosto de 1992 22:00 |                                                    | Croácia | 85–117                                                | Estados Unidos |  | Palau Olimpic, Badalona |  |
| 8 de agosto de 1992 22:00 | Pts: D. Petrovic 24 Rbts: D. Radja 6 Asts: Kukoc 9 |         | Pts: M. Jordan 22 Rbts: P. Ewing 6 Asts: E. Johnson 6 |                |  | Palau Olimpic, Badalona |  |

## Estatísticas do Dream Team 1992
|             |        |      | AT      | AT   | 2P      | 2P   | 3P     | 3P   | LL      | LL   | Rebotes | Rebotes | Rebotes |     |     |    |     |    |     |
| Nome        | J      | Min  | A/T     | %    | A/T     | %    | A/T    | %    | A/T     | %    | RO      | RD      | RT      | As  | FP  | To | Ro  | Bl | Pts |
| ----------- | ------ | ---- | ------- | ---- | ------- | ---- | ------ | ---- | ------- | ---- | ------- | ------- | ------- | --- | --- | -- | --- | -- | --- |
| C. Barkley  | 8      | 149  | 59/83   | 71.1 | 52/75   | 69.3 | 7/8    | 87.5 | 19/26   | 73.1 | 19      | 14      | 33      | 19  | 22  | 6  | 21  | 1  | 144 |
| M. Jordan   | 8      | 185  | 51/113  | 45.1 | 47/94   | 50   | 4/19   | 21.1 | 13/19   | 68.4 | 7       | 12      | 19      | 38  | 14  | 10 | 33  | 4  | 119 |
| K. Malone   | 8      | 138  | 40/62   | 64.5 | 40/62   | 64.5 | 0/0    | 0    | 24/32   | 75   | 12      | 30      | 42      | 9   | 10  | 4  | 12  | 5  | 104 |
| C. Mullin   | 8      | 173  | 39/63   | 61.9 | 25/37   | 67.6 | 14.26  | 53.8 | 11/11   | 78.6 | 4       | 9       | 13      | 29  | 12  | 5  | 14  | 2  | 103 |
| C. Drexler  | 8      | 167  | 37/64   | 57.8 | 31/43   | 72.1 | 6/21   | 28.6 | 4/10    | 40   | 13      | 11      | 24      | 29  | 14  | 7  | 20  | 2  | 84  |
| P. Ewing    | 8      | 141  | 33/53   | 62.3 | 22/53   | 62.3 | 0/0    | 0    | 10/16   | 62.5 | 13      | 29      | 42      | 3   | 22  | 5  | 7   | 15 | 76  |
| S. Pippen   | 8      | 171  | 28/47   | 59.6 | 23/34   | 67.6 | 5/13   | 38.5 | 11/15   | 73.3 | 4       | 13      | 17      | 47  | 13  | 8  | 24  | 1  | 72  |
| D. Robinson | 8      | 134  | 27/47   | 57.4 | 27/47   | 57.4 | 0/0    | 0    | 18/26   | 69.2 | 11      | 22      | 33      | 7   | 16  | 8  | 14  | 12 | 72  |
| L. Bird     | 8      | 144  | 25/48   | 52.1 | 16/21   | 76.2 | 9/27   | 33.3 | 8/10    | 80   | 4       | 26      | 30      | 14  | 12  | 6  | 14  | 2  | 67  |
| E. Johnson  | 6      | 108  | 17/30   | 56.7 | 11/17   | 64.7 | 6/13   | 46.2 | 8/10    | 80   | 2       | 12      | 14      | 33  | 4   | 6  | 8   | 0  | 48  |
| C. Laettner | 8      | 61   | 9/20    | 45   | 7/14    | 50   | 2/6    | 33.3 | 18/20   | 90   | 5       | 15      | 20      | 3   | 11  | 1  | 8   | 3  | 38  |
| J. Stockton | 4      | 29   | 4/8     | 50   | 3/6     | 50   | 1/2    | 50   | 2/3     | 66.7 | 0       | 1       | 1       | 8   | 1   | 1  | 0   | 0  | 11  |
| Totais      | Totais | 1600 | 369/638 | 57.8 | 315/503 | 62.6 | 54/135 | 40   | 146/201 | 72.6 | 94      | 194     | 288     | 239 | 151 | 67 | 175 | 47 | 938 |

## Dream Team e o Hall da Fama
Tabela abaixo mostra o ano em que o membro do Dream Team entrou para o Hall da Fama do Basquetebol (Naismith Memorial Basketball Hall of Fame) e o Hall da Fama da FIBA, incluindo os membros da comissão técnica. O time como um todo foi incluído em 2010.
| Membro          | Naismith | FIBA |
| --------------- | -------- | ---- |
| Charles Barkley | 2017     |      |
| Michael Jordan  | 2017     | 2015 |
| Karl Malone     | 2017     |      |
| Chris Mullin    | 2017     |      |
| Clyde Drexler   | 2017     |      |
| Patrick Ewing   | 2008     |      |
| Scottie Pippen  | 2010     |      |
| David Robinson  | 2009     | 2013 |
| Larry Bird      | 1998     |      |
| Earvin Johnson  | 2002     |      |
| John Stockton   | 2009     |      |
| Chuck Daly      | 1994     |      |
| Mike Krzyzewski | 2001     |      |
| Lenny Wilkens   | 1998     |      |

Fontes: hoophall.com e halloffame.fiba.com respectivamente.

## Edições seguintes
Duas seleções americanas cheias de astros da NBA foram batizadas "Dream Team II" (Mundial de Toronto 1994, campeã com uma equipe de jovem) e "Dream Team III" (Olimpíada de Atlanta 1996, ouro com uma equipe que incluía cinco membros do Dream Team original, Charles Barkley, Scottie Pippen, Karl Malone, John Stockton e David Robinson). No mundial de Atenas 1998, um lockout da NBA impediu a participação de profissionais na seleção americana. Outro time de astros da NBA recebeu o ouro em Sydney 2000, mas em seguida a seleção americana afundou em casa no mundial de Indianápolis 2002, e uma seleção cheia de desfalques em Atenas 2004 sofreu duas derrotas na primeira fase (Porto Rico e Lituânia) antes de perder a semifinal para a Argentina e ficar apenas com o bronze. Como referência a tanto a campanha desastrosa de 2004 e a vitoriosa de 1992, a estrelada equipe campeã em Pequim 2008 foi apelidada "Redeem Team" ("Time da Redenção").